# Kelle, Niger
Kelle este o comună rurală din departamentul Goure, regiunea Zinder, Niger, cu o populație de 44.225 de locuitori (2001).